# Finale della UEFA Champions League 1994-1995
La finale della 40ª edizione di UEFA Champions League è stata disputata il 24 maggio 1995 all'Ernst Happel Stadion di Vienna tra Ajax e Milan. All'incontro hanno assistito circa 50 000 spettatori. La partita, arbitrata dal rumeno Ion Crăciunescu, ha visto la vittoria per 1-0 del club olandese.

## Le squadre
| Squadre | Partecipazioni precedenti (il grassetto indica la vittoria) |
| ------- | ----------------------------------------------------------- |
| Ajax    | 4 (1969, 1971, 1972, 1973)                                  |
| Milan   | 7 (1958, 1963, 1969, 1989, 1990, 1993, 1994)                |

## Il cammino verso la finale
L'Ajax di Louis van Gaal è inserito nel gruppo D insieme agli italiani del Milan, agli austriaci del Salisburgo e ai greci dell'AEK Atene, e supera il turno come primo classificato restando imbattuto, totalizzando 10 punti e segnando 9 reti. Ai quarti i croati dell'Hajduk Spalato riescono a impattare a zero in casa, ma ad Amsterdam vengono battuti con un secco 3-0. Anche i tedeschi del Bayern Monaco pareggiano in casa a reti inviolate, per poi essere sconfitti 5-2 nei Paesi Bassi.

Il milanista Simone nella morsa dei parigini Le Guen e Bravo durante la semifinale di ritorno.

Anche il Milan di Fabio Capello è inserito nel gruppo D e si qualifica come secondo, nonostante le due sconfitte subite contro l'Ajax e i due punti di penalizzazione comminati per il lancio di un oggetto dagli spalti durante la gara col Salisburgo vinta 3-0. Ai quarti di finale i Rossoneri sconfiggono 2-0 i portoghesi del Benfica a San Siro e pareggiano 0-0 al da Luz. In semifinale i francesi del Paris Saint-Germain, reduci da sette vittorie su otto partite, perdono sia all'andata che al ritorno rispettivamente 1-0 e 2-0.

## La partita
A Vienna si affrontano in finale, a distanza di 26 anni, i campioni in carica del Milan e i freschi campioni d'Olanda dell'Ajax. I giovani di Van Gaal che finora avevano espresso un calcio spumeggiante, ora sono un po' meno brillanti del solito e faticano a trovare il gol. La rete arriva grazie al subentrato Patrick Kluivert, che sfrutta un filtrante dell'ex Frank Rijkaard e batte Sebastiano Rossi.

## Tabellino
| Arbitro: | Ion Crăciunescu |

|              |           |  |
| Kluivert 85’ | Marcatori |  |

| Ajax | Milan |

|                 |    |                   |     |     |
|                 |    |                   |     |     |
| P               | 1  | Edwin van der Sar |     |     |
| D               | 2  | Michael Reiziger  |     |     |
| D               | 3  | Danny Blind       | 44’ |     |
| C               | 4  | Frank Rijkaard    |     |     |
| D               | 5  | Frank de Boer     |     |     |
| C               | 6  | Clarence Seedorf  |     | 53’ |
| A               | 7  | Finidi George     |     |     |
| C               | 8  | Edgar Davids      |     |     |
| A               | 9  | Ronald de Boer    |     |     |
| C               | 10 | Jari Litmanen     |     | 70’ |
| A               | 11 | Marc Overmars     | 33’ |     |
| A disposizione: |    |                   |     |     |
| P               | 12 | Fred Grim         |     |     |
| D               | 13 | Winston Bogarde   |     |     |
| A               | 14 | Nwankwo Kanu      |     | 53’ |
| A               | 15 | Patrick Kluivert  |     | 70’ |
| A               | 16 | Peter van Vossen  |     |     |
| Allenatore:     |    |                   |     |     |
| Louis van Gaal  |    |                   |     |     |

| P               | 1  | Sebastiano Rossi      |  |     |
| D               | 2  | Christian Panucci     |  |     |
| D               | 3  | Paolo Maldini         |  |     |
| C               | 4  | Demetrio Albertini    |  |     |
| D               | 5  | Alessandro Costacurta |  |     |
| D               | 6  | Franco Baresi         |  |     |
| C               | 7  | Roberto Donadoni      |  |     |
| C               | 8  | Marcel Desailly       |  |     |
| A               | 9  | Daniele Massaro       |  | 88’ |
| C               | 10 | Zvonimir Boban        |  | 84’ |
| A               | 11 | Marco Simone          |  |     |
| A disposizione: |    |                       |  |     |
| P               | 12 | Mario Ielpo           |  |     |
| D               | 13 | Filippo Galli         |  |     |
| C               | 14 | Stefano Eranio        |  | 88’ |
| A               | 15 | Gianluigi Lentini     |  | 84’ |
| C               | 16 | Giovanni Stroppa      |  |     |
| Allenatore:     |    |                       |  |     |
| Fabio Capello   |    |                       |  |     |